# Eucytheridea papillosa
Eucytheridea papillosa is een mosselkreeftjessoort uit de familie van de Eucytheridae. De wetenschappelijke naam van de soort is voor het eerst geldig gepubliceerd in 1852 door Bosquet.